# План Маунтбеттена
План Маунтбеттена, также известен как Акт о независимости Индии 1947 года (англ. Indian Independence Act 1947) — план раздела британских колониальных владений на полуострове Индостан (Британского Раджа). Был предложен последним вице-королём Индии Луисом Маунтбеттеном.
План был изложен в заявлении британского правительства от 3 июня 1947 года. Впоследствии план Маунтбеттена был утверждён королём Великобритании Георгом VI в качестве закона о независимости Индии (королевская санкция 18 июля 1947 года). Вступил в силу 15 августа 1947 года.
Согласно плану на месте Британской Индии создавалось государство индусов — Индийский Союз и мусульманское государство Пакистан, им обоим предоставлялись права британских доминионов. Часть территорий являлась изначально спорными. Поэтому вопрос о вхождении в одно из создаваемых государств Северо-Западной пограничной провинции и Силхетского округа Ассама решался путём референдума, Синда — путём голосования в его законодательном собрании. Для Пенджаба и Бенгалии вопрос решался путём раздельного голосования в Законодательном собрании депутатов от округов с преобладающим мусульманским населением и депутатами от округов с преобладающим индусским населением. Каждому из индийских княжеств предоставлялось право принять самостоятельное решение о вхождении в одно из новых государств или же право остаться в прежнем статусе.
План Маунтбеттена и заложенное в нём разделение Пенджаба привели к большому кровопролитию, в ходе раздела Британской Индии погибли свыше 1 млн человек и свыше 15,6 млн стали беженцами.
26 января 1950 года акт был отменён в статье 395 Конституции Индии, а 23 марта 1956 года был отменён в статье 221 Конституции Пакистана. В Соединённом Королевстве акт в целом отменён не был, хотя отдельные его положения были отменены.